# Am Hohberg
Am Hohberg, bis 1938 Äußerstniedersohland, ist ein Gemeindeteil des Hauptortes der Gemeinde Sohland an der Spree im Landkreis Bautzen.

## Geographie

### Lage
Am Hohberg erstreckt sich an den Hochufern beiderseits des Unterlaufes des Rosenbaches, kurz vor dessen Mündung in die Spree. Durch den nördlichen Teil der Siedlung verläuft die Bahnstrecke Oberoderwitz–Wilthen. Nördlich erhebt sich der Frühlingsberg (352 m), im Nordosten der Schafberg (348 m), südöstlich der Hornsberg (402 m), im Südwesten der Brandbusch (443 m) und westlich der Hohberg (368 m).

### Nachbarorte
| Niedersohland | Neusorge                                    | Schafberg |
| Mittelsohland | Kompassrose, die auf Nachbargemeinden zeigt | Karlsruhe |
| Obersohland   | Äußerstmittelsohland                        |           |

### Straßen
Der Ortsteil besteht aus den Straßen Rosenbachstraße, Industriestraße, Hornsbergstraße und Buschmühlenweg.

## Geschichte
1774 ließ der Besitzer des Gutes Niedersohland, Friedrich Franz Xaver zu Solms-Sonnenwalde, an den Hängen entlang der Oberwiese am Rosenbach Baustellen zuweisen. Die auf den Fluren des Rittergutes Niedersohland entstandene neue Ansiedlung wurde offiziell mit Äußerstniedersohland bezeichnet. Mit dem sich anschließenden Äußerstmittelsohland wurde sie als Äußerstsohland zusammengefasst, der Volksmund benannte die beiden Ortsteile als Hinterecke oder Am Hubbrch. Friedrich Franz Xaver zu Solms-Sonnenwalde ließ 1793 über der Mündung des Rosenbaches in die Spree ein neues Schloss erbauen, das Metzradts Hof als Herrschaftssitz ersetzen sollte. Es brannte jedoch 1794 noch vor seiner Vollendung in Folge eines Blitzeinschlages ab und blieb eine Ruine.
Ab der Mitte des 19. Jahrhunderts bildete Äußerstniedersohland einen Ortsteil der Gemeinde Niedersohland, gepfarrt war der Ort nach Mittelsohland. Seit der 1877 erfolgten Fusion von Niedersohland mit Wendischsohland, Obersohland und Mittelsohland zur Gemeinde Sohland an der Spree, war Äußerstniedersohland ein Ortsteil derselben.
1872 wurde die Bahnstrecke Oberoderwitz–Wilthen angelegt, dabei erfolgte der Abriss des Fünfseithofes mit der Schlossruine. 1880 errichtete der Groß Schönauer Knopffabrikant Carl Robert Stein (1852–1932) an der Eisenbahn eine Knopffabrik als Filiale. Nach dem Zusammenbruch der k.k. Monarchie konzentrierte Stein seine Knopfherstellung in Äußerstniedersohland und erweiterte die Fabrik, während die ehemalige Fabrik in Groß Schönau als Vertriebszentrum für die Tschechoslowakei genutzt wurde. 1925 führte Stein den Markennamen Adler-Knopf-Fabrik Carl Stein ein, er beschäftigte zu dieser Zeit in Sohland 200 Fabrik- und 700 Heimarbeiter. 1938 erhielt Äußerstniedersohland den neuen Namen Am Hohberg und wurde mit Hinterm Hohberg (zuvor Äußerstmittelsohland) zu einem Ortsteil Hohberg zusammengeschlossen.
Die Adler-Knopf-Fabrik wurde 1949 enteignet und verstaatlicht. Sie firmierte zu DDR-Zeiten als VEB Formaplast Sohland; 1972 wurde die ehemalige Glas-Bijouterie Zittau als Betriebsteil angeschlossen. Seit der Privatisierung ist das Werk als Jokey Plastik Sohland GmbH Teil der Jokey Gruppe.
Am 7. August 2010 schwoll der Rosenbach nach Starkregenfällen zu einem Jahrhunderthochwasser an. Zum 1. Januar 2011 wurde Hohberg als amtlicher Gemeindeteil von Sohland an der Spree gestrichen.

### Verwaltungszugehörigkeit
- 1777: Bautzener Kreis, 1843: Landgerichtsbezirk Bautzen, 1856: Gerichtsamt Schirgiswalde, 1875: Amtshauptmannschaft Bautzen, 1952: Kreis Bautzen, 1994: Landkreis Bautzen, 1. August 2008: Landkreis Bautzen.

## Ortsbild
Am Hohberg besteht aus zwei Häuserzeilen zu beiden Seiten des Rosenbachtales. Im nördlichen Teil der Ortslage befindet sich das Betriebsgelände der Jokey Plastik Sohland GmbH.